# 115312 Візер
115312 Візер (115312 Whither) — астероїд головного поясу, відкритий 19 вересня 2003 року.
Тіссеранів параметр щодо Юпітера — 3,512.